# Курасова
Курасова — деревня в Болховском районе Орловской области. Входит в состав Багриновского сельского поселения.
Расположено примерно в 5 км к востоку от большого села Репнино.